# Южно-китайский педагогический университет
Южно-китайский педагогический университет (кит. трад. 華南師范大學, упр. 华南师范大学, пиньинь Huánán shīfàn dàxué) — университет в Гуанчжоу, провинции Гуандун. Входит в проект 211.
Основан в 1933 году как Колледж для будущих преподавателей. В октябре 1982 года переименован в Южно-китайский педагогический университет. 
Имеет 3 кампуса общей площадью 206 га, которые находятся в или рядом с Гуанчжоу, крупнейшим городом южного Китая. Университет состоит из 24 факультетов, которые готовят студентов по программам бакалавриата, магистратуры и аспирантуры со специализацией по преподаванию, философии, экономике, праву, литературе, истории и менеджменту.

## Интересные факты
С 2006 года в Южно-китайском педагогическом университете читает свои лекции и ведет научную работу профессор Леонид Аркадьевич Бокуть. За свою работу в 2012 году он удостоился звания "почётный житель Гуанчжоу".